# Verwaltungsgemeinschaft Heßdorf
In der Verwaltungsgemeinschaft Heßdorf im mittelfränkischen Landkreis Erlangen-Höchstadt haben sich folgende Gemeinden zur Erledigung ihrer Verwaltungsgeschäfte zusammengeschlossen:
1. Großenseebach, 2456 Einwohner, 7,20 km²
2. Heßdorf, 3813 Einwohner, 24,77 km²

Sitz der Verwaltungsgemeinschaft ist in Heßdorf; ihr Vorsitzender ist Jürgen Jäkel (Großenseebach).
Vom 1. Mai 1978 bis 31. Dezember 1979 gehörten beide Gemeinden zur aufgelösten Verwaltungsgemeinschaft Weisendorf. Die Verwaltungsgemeinschaft Heßdorf wurde zum 1. Januar 1980 gebildet.